# Alfonso Sutera
Alfonso Sutera (Trapani, 29 novembre 1950 – Roma, 8 dicembre 2013) è stato un fisico italiano attivo nel campo della geofisica e della fisica dell'atmosfera.

## Biografia
Alfonso Sutera studiò fisica alla Sapienza di Roma, dove si laureò nel 1973. Dal 1974 al 1980 lavorò presso l'Istituto G. Donegani di Novara, trasferendosi poi dal 1980 al 1990 al dipartimento di Geologia e Geofisica dell'Università di Yale negli USA, con una parentesi dal 1983 al 1985 presso il ECMWF di Reading. Nel 1990 tornò in Italia come professore ordinario, prima presso l'Università di Camerino, e poi dal 1996 presso la Sapienza. Era membro dell'American Meteorological Society, della Royal Meteorological Society e dell’European Water Resources Association. Poco tempo prima della morte era stato eletto socio corrispondente dell'Accademia Nazionale dei Lincei. Fece parte anche del consiglio scientifico dell'ASI e della delegazione italiana all'ONU per l'Integovernmental Negotiating Committee sui cambiamenti climatici del 1991.

## Ricerche
Il contributo scientifico più noto di Sutera fu l'introduzione, in collaborazione con Roberto Benzi e Angelo Vulpiani, del concetto di risonanza stocastica, che spiega come in un sistema fisico non lineare, piccole perturbazioni periodiche unite ad un rumore di fondo stocastico possano venire amplificate fino a generare importanti oscillazioni del sistema. Tale concetto fu applicato per la prima volta, assieme anche a Giorgio Parisi, allo studio delle glaciazioni nel record paleoclimatico, in cui le piccole perturbazioni periodiche corrispondono ai cicli di Milanković. La risonanza stocastica è stata poi applicata in molte altre branche della scienza e della tecnologia, come neuroscienze, meccanica quantistica, chimica, analisi dei segnali o ingegneria meccanica
Si occupò inoltre di circolazione generale atmosferica, di idrologia e di telerilevamento da satellite per il sondaggio atmosferico.